# Абдулах Шкаљић
Абдулах Шкаљић (Рогатица, 6. септембар 1904 — Сарајево , 14. новембар 1967) био је познати босански правник и аутор значајног речника "Турцизми у српскохрватском језику".

## Биографија
Шкаљић је рођен 6. септембра 1904. године у Рогатици, где је завршио мектеб и основну школу. Окружну медресу похађао је у Сарајеву. Из ње је прешао у Шеријатску судачку школу, коју је завршио 1925. године. Прва служба му је била у муфтијском уреду округа Косовског у Приштини (1927-1930). Године 1929. положио је шеријатско-судачки испит у Министарству правде у Београду. Служио је као шеријатско-судски приправник у шеријатском суду у Приштини (19.2.1930 – 31. 8.1930, а онда као шеријатски судац у Ђаковци (1. 4.1930 – 28. 2.1932), Скопљу (1.3.1932 – 30. 4.1935), Требињу (1.5.1935 – 15. 8.1940) и Травнику (16. 8.1940 – 30. 4.944). 1. маја 1944. године премјештен је у Сарајево и постављен за врховног шеријатског суца на Врховном шеријатском суду.

### Објављена дела
Шкаљић спада и међу истакнуте шеријатско-правне писце. Све што је он из овог подручја написао и објавио, одликује се солидношћу и темељитошћу. Још као млад шеријатски судац издао је брошуру Практични приручник за примену закона, тарифа и правилника о судским таксама (Косовска Митровица, 1931). Његово Шеријатско насљедно право, које је излазило прво у наставцима у Гласнику Исламске верске заједнице током 1940. и 1941. године, а касније издато и у посебној књизи (Сарајево, 1941, стр. 115) најбоље је и најпрегледније, што је код нас написано из подручја шеријатског наследног права (фераиз).
У Институту за проучавање фолклора зачет је и Шкаљићев рад на турцизмима у народној књижевности Босне и Херцеговине. Абдулах Шкаљић је на овом мукотрпном послу провео низ година. Институт је издао у својој наклади, истина у равној штампи, 1957. године овај речник под насловом "Турцизми у народној књижевности" у два свеска, први свезак од слова А-Ј, а други од слова К-Ж, укупно 810 страница). Појава овог речника била је велики догађај у нашој научној и културној јавности.

#### РечникТурцизми у српскохрватском језику
Најобимнији речник турцизамау српскохрватском језику је управо речник који је написао Абдулах Шкаљић. Према издању из 1985. године, речник обухвата 8742 речи и 6878 појмова. Прво издање објављено је 1957. године под насловом „Турцизми у народном говору и народној књижевности Босне и Херцеговине”. Појава ове публикације изазвала је велико интересовање међу научницима, на подручју Балкана и шире. Подстакнут успехом, али и критикама које је добио, Шкаљић се исте године одлучује да прошири своје истраживање и на књижевни језик и на цело српскохрватско језичко подручје.
Шкаљић је свој рад проширио, исправио и допунио. А како је потражња за речником била веома велика, како у нашој земљи, тако и у иностранству (прво издање било је за кратко време по појављивању распродато), Издавачко предузеће „Свјетлост“ у Сарајеву одлучило је издати овај рјечник у својој библиотеци „Културно наслеђе“. И 1965. године појавио се овај Шкаљићев рад под насловом Турцизми у српско-хрватском језику (662 стр.). Како је и даља потражња за овим речником била велика, „Свјетлост“ га је још у два наврата 1966. и 1973. поново штампала.

### О Шкаљићевом раду
И стручна критика се веома похвално изразила о овом Шкаљићевом раду. Сви који су рецензирали и приказивали овај речник, истакли су његову вредност, указали на пропусте аутора и неке грешке, које су се у раду поткрале. Једнодушни су сви били у једном – облик и техника у којој је речник издат, не одговара једном овако вредном делу. Проф. др. Фехим Бајрактаревић своју је другу оцену овог речника завршио констатацијом да је то „сада наш најбољи рад ове врсте“.